# Colette Giudicelli
Pour les articles homonymes, voir Giudicelli.
Colette Giudicelli, née le 24 novembre 1943 à Alger (Algérie) et morte le 24 septembre 2020 à Menton (France), est une femme politique française. Membre de l’UMP puis de LR, elle est sénatrice des Alpes-Maritimes de 2008 à sa mort.

## Parcours politique
Élue pour la première fois conseillère municipale de Menton en mars 1989 auprès du maire, Jean-Claude Guibal, Colette Giudicelli devient sa première adjointe quelques mois plus tard, fonction qu'elle exercera vingt ans, chargée de l'Administration générale, des Finances et du Personnel. Elle est également l'épouse de Jean-Claude Guibal depuis 2001. C'est le seul exemple en France, d'un député marié à une sénatrice, l'un et l'autre en exercice.
Parallèlement, elle est élue conseillère régionale de Provence-Alpes-Côte d'Azur en 1998, mandat qu'elle quitte en 2001, après avoir été élue conseillère générale du canton de Menton-Est. Nommée vice-présidente du conseil général des Alpes-Maritimes, elle est chargée des Finances, de l'Administration générale et du Personnel.
En septembre 2008, elle figure en deuxième position sur la liste UMP, conduite par Jean-Pierre Leleux, aux élections sénatoriales et est élue sénatrice, la première femme à ce poste dans l'histoire des Alpes-Maritimes. Mais, touchée par la loi sur le cumul des mandats, elle choisit de quitter celui de première adjointe au député-maire de Menton. Elle ne renonce pas pour autant la politique locale puisqu'en 2010, elle est nommée « conseiller technique bénévole auprès du maire » pour les questions d'administration générale, de finances et de logement, fonction entièrement bénévole dont elle démissionne en août 2013. Elle conserve également ses mandats de conseillère générale, de vice-présidente du conseil général, et de sénatrice. Elle devient vice-présidente de la commission des affaires sociales.
Elle soutient la candidature de François Fillon pour la présidence de l'UMP lors du congrès d'automne 2012.
En 2013, elle déclare que l'ouverture du mariage aux couples homosexuels « ouvrira la voie à d’autres revendications [...] : mariage avec des objets, comme aux États-Unis où une Américaine s’est mariée avec la tour Eiffel, mariage avec soi-même, aux États-Unis toujours, mariage à trois comme au Brésil, mariage avec des animaux comme en Australie. »
Aux élections sénatoriales de 2014 dans les Alpes-Maritimes, elle est élue pour un second mandat, en troisième position sur la liste UMP-UDI conduite par Dominique Estrosi Sassone.
Elle parraine initialement François Fillon pour la primaire présidentielle des Républicains de 2016, puis Nicolas Sarkozy, s’affirmant contrariée des propos de l'ancien Premier ministre à l'égard des ennuis judiciaires de l'ancien président. Pour le congrès des Républicains de 2017, elle soutient Laurent Wauquiez.
Non candidate à sa réélection aux élections sénatoriales de 2020, elle meurt des suites d'une « longue maladie » quelques jours avant la fin de son mandat sénatorial.

## Détail des mandats
- 1989-2009 : première adjointe au maire de Menton
- 1994-2015 : conseillère générale des Alpes-Maritimes, élue dans le canton de Menton-Est
- 1998-2001 : conseillère régionale de Provence-Alpes-Côte d'Azur
- 2002-2009 : première vice-présidente de la communauté d'agglomération de la Riviera française
- 2004-2020 : vice-présidente du conseil général des Alpes-Maritimes chargée des Finances et de l'Administration générale, puis de l'Administration générale et des Ressources humaines
- 2008-2020 : sénatrice des Alpes-Maritimes
- 2015-2020 : conseillère départementale des Alpes-Maritimes, élue dans le canton de Menton

## Décoration
- 11 juillet 2008 :  Chevalier de la Légion d'honneur[9]